# شولم (مقاطعة فومن)
شولم (بالفارسية: شولم) هي قرية تقع في غيلان في إيران. يقدر عدد سكانها بـ 1,270 نسمة .